# کیریو دوروشنکو
کیریو دوروشنکو (اوکراینی: Кирило Олександрович Дорошенко؛ زادهٔ ۱۷ نوامبر ۱۹۸۹) بازیکن فوتبال اهل اوکراین است.
از باشگاه‌هایی که در آن بازی کرده‌است می‌توان به باشگاه فوتبال تورپیدو-بلاز ژودزینا، باشگاه فوتبال ماریوپول، باشگاه فوتبال شاختار دونتسک، باشگاه فوتبال استال آلچفسک، و باشگاه فوتبال زوریا لوهانسک اشاره کرد.
وی همچنین در تیم‌های ملی فوتبال Ukraine national under-16 football team, Ukraine national under-17 football team، و Ukraine national under-18 football team بازی کرده‌است.